# Lliga Adriàtica de bàsquet
La Lliga Adriàtica de bàsquet, també anomenada Liga ABA, antigament NLB Liga, Goodyear Adriatic League o Goodyear League, és una lliga de bàsquet professional que reuneix clubs de Bòsnia i Hercegovina, Croàcia, Sèrbia, Montenegro, Eslovènia i de Macedònia del Nord; la majoria d'aquests països són repúbliques que van formar part de l'antiga Iugoslàvia. En algunes edicions també hi ha participat equips de Txèquia, Hongria, Bulgària i Israel. És organitzada per l'Associació Adriàtica de Bàsquet.
Els clubs participants en la lliga adriàtica també participen en les seves respectives lligues domèstiques. La competició ha inspirat una competició similar als països bàltics, la Lliga Bàltica de bàsquet.

## Història
La lliga es creà l'any 2001 amb 12 equips procedents de l'antiga Iugoslàvia, amb l'objectiu de buscar una competició de més nivell que les respectives lligues nacionals. La temporada 2002-03, el Maccabi Tel Aviv s'uní a la lliga substituint a un dels clubs fundadors. La temporada següent el Maccabi abandonà la lliga però aquesta fou ampliada a 14 equips. El 2004-05 dos clubs més s'uniren a la lliga, que fou reduïda de nou a 14 la temporada 2005-06. Posteriorment, i en funció de les vacants, s'ha acceptat les sol·licituds d'inscripció del Szolznoki Olaj d'Hongria i del Levski Sofia de Bulgària, que hi han participat fins a l'edició 2014-15.
La temporada 2017-18 la lliga es tornà a reduir a 12 equips.

## Competició
La lliga adriàtica es disputa en dues fases. La lliga regular enfronta als clubs en una doble volta tots contra tots. Els primers classificats d'aquesta fase es classifiquen per la segona, que es disputa en rondes eliminatòries fins a arribar al campió.
Entre el 2002 i el 2004, quatre clubs es classificaven pels playoffs disputant una anomenada final four o final a quatre. A partir del 2005 es classifiquen vuit equips per la fase de playoff, en eliminatòries a partit únic, a causa de la congestió dels calendaris. A partir de la temporada 2008-09 es va tornar al sistema de final four a partit únic a la pista del guanyador de la fase de grups. A partir de la temporada 2014-15, es torna al sistema de play-off, disputant-lo els quatre primers classificats de la fase regular, amb les semifinals al millor de 3 partits i la final al millor de 5.
El campió obté la participació per la següent edició de l'Eurolliga de bàsquet.

## Participants
Actualment, la participació en aquesta competició s'assoleix amb un sistema mixt que combina els millors classificats en les lligues nacionals de Sèrbia, Croàcia, BiH i Eslovènia amb invitacions. El nombre de places assignades directament a cada lliga varia funció dels resultats que obtinguin els clubs de cada país en la fase regular. Per a la temporada 2015-16, els clubs invitats han estat el KK Union Olimpia de Ljubljana (Eslovènia), que no va aconseguir la classificació directa en la seva participació en la lliga eslovena, el KK Buducnost de Pogdorica (Montenegro), un habitual en la competició i el Sutjeska de Niksic (Montenegro), procedent d'un torneig previ de classificació.
El darrer classificat en la fase regular perd el dret a participar en la següent edició, malgrat que hagi pogut obtenir-la a partir de la seva classificació a la respectiva lliga nacional.
Per evitar la saturació de partits, els participants estan exclosos de participar en la primera fase de les competicions nacionals, incorporant-se únicament en una segona fase i en el grup de classificació pels play-offs pel títol.

## Equips actuals (temporada 2022-2023)
| Equip                | Ciutat        |
| -------------------- | ------------- |
| KK Borac Čačak       | Čačak         |
| KK Buducnost         | Podgorica     |
| KK Cedevita Olimpija | Ljubljana     |
| KK Cibona            | Zagreb        |
| KK Crvena Zvezda     | Belgrad       |
| KK FMP Belgrad       | Belgrad       |
| KK Igokea            | Aleksandrovac |
| KK Krka              | Novo Mesto    |
| KK Mega Basket       | Belgrad       |
| KK Mornar Bar        | Bar           |
| KK Partizan          | Belgrad       |
| KK Split             | Split         |
| KK Studentski centar | Podgorica     |
| KK Zadar             | Zadar         |

## Historial
| Temporada | Guanyador                                     | Resultat                                      | Finalista                                     | Seu de la Final                               | MVP                                                   |
| --------- | --------------------------------------------- | --------------------------------------------- | --------------------------------------------- | --------------------------------------------- | ----------------------------------------------------- |
| 2001-02   | KK Union Olimpija                             | 73-59                                         | KK Krka                                       | Tivoli Hall, Ljubljana                        | Jurij Zdovc                                           |
| 2002-03   | KK Zadar                                      | 91-88                                         | Maccabi Tel Aviv                              | Tivoli Hall, Ljubljana                        | Marko Popović                                         |
| 2003-04   | Reflex                                        | 71-70                                         | KK Cibona                                     | Dražen Petrović Basketball Hall, Zagreb       | Ognjen Aškrabić                                       |
| 2004-05   | KK Hemofarm                                   | 89-76                                         | KK Partizan                                   | Pionir Hall, Belgrad                          | Nebojša Bogavac                                       |
| 2005-06   | FMP                                           | 73-72                                         | KK Partizan                                   | Olympic Hall Zetra, Sarajevo                  | Vonteego Cummings                                     |
| 2006-07   | KK Partizan                                   | 2 - 0 (playoff)                               | FMP                                           | Final jugada al millor de 3 partits           | Vonteego Cummings (1r partit) Zoran Erceg (2n partit) |
| 2007-08   | KK Partizan                                   | 69-51                                         | KK Hemofarm                                   | Tivoli Hall, Ljubljana                        | Nikola Peković                                        |
| 2008-09   | KK Partizan                                   | 63-49                                         | KK Cibona                                     | Belgrade Arena, Belgrad                       | Novica Veličković                                     |
| 2009-10   | KK Partizan                                   | 75-74                                         | KK Cibona                                     | Arena Zagreb, Zagreb                          | Jamont Gordon                                         |
| 2010-11   | KK Partizan                                   | 77-74                                         | KK Union Olimpija                             | Arena Stožice, Ljubljana                      | Nathan Jawai                                          |
| 2011-12   | Maccabi Tel Aviv                              | 87-77                                         | KK Cedevita                                   | Yad Eliyahu Arena, Tel-Aviv                   | Keith Langford                                        |
| 2012-13   | KK Partizan                                   | 71-63                                         | KK Crvena Zvezda Belgrad                      | Laktaši Sports Hall, Laktaši                  | Katić Raško                                           |
| 2013-14   | KK Cibona                                     | 72-59                                         | KK Cedevita                                   | Kombank Arena, Belgrad                        | Dario Sarić                                           |
| 2014-15   | KK Crvena Zvezda                              | 3 - 1 (playoff)                               | KK Cedevita                                   | Final jugada al millor de 5 partits           | Boban Marjanović                                      |
| 2015-16   | KK Crvena Zvezda                              | 3 - 0 (playoff)                               | KK Mega Leks                                  | Final jugada al millor de 5 partits           | Stefan Jović                                          |
| 2016-17   | KK Crvena Zvezda                              | 3 - 0 (playoff)                               | KK Cedevita                                   | Final jugada al millor de 5 partits           | Charles Jenkins                                       |
| 2017-18   | KK Budućnost Podgorica                        | 3 - 1 (playoff)                               | KK Crvena Zvezda                              | Final jugada al millor de 5 partits           | Nemanja Gordić                                        |
| 2018-19   | KK Crvena Zvezda                              | 3 - 2 (playoff)                               | KK Budućnost Podgorica                        | Final jugada al millor de 5 partits           | Billy Baron                                           |
| 2019-20   | Cancel·lat a causa de la pandèmia de COVID-19 | Cancel·lat a causa de la pandèmia de COVID-19 | Cancel·lat a causa de la pandèmia de COVID-19 | Cancel·lat a causa de la pandèmia de COVID-19 | Cancel·lat a causa de la pandèmia de COVID-19         |
| 2020-21   |                                               |                                               |                                               | Final jugada al millor de 5 partits           |                                                       |
| 2021-22   |                                               |                                               |                                               | Final jugada al millor de 5 partits           |                                                       |
| 2022-23   | KK Partizan                                   | 3 - 2 (playoff)                               | KK Crvena Zvezda                              | Final jugada al millor de 5 partits           | Kevin Punter                                          |

## Títols
| Club                   | Guanyador | Finalista | Anys                                                          |
| ---------------------- | --------- | --------- | ------------------------------------------------------------- |
| KK Partizan            | 7         | 2         | 2006-07, 2007-08, 2008-09, 2009-10, 2010-11, 2012-13, 2022-23 |
| KK Crvena Zvezda       | 4         | 3         | 2014-15, 2015-16, 2016-17, 2018-19                            |
| KK FMP Železnik        | 2         | 1         | 2003-04, 2005-06                                              |
| KK Cibona              | 1         | 3         | 2013-14                                                       |
| Maccabi Tel Aviv       | 1         | 1         | 2011-12                                                       |
| KK Hemofarm            | 1         | 1         | 2004-05                                                       |
| KK Union Olimpija      | 1         | 1         | 2001-02                                                       |
| KK Budućnost Podgorica | 1         | 1         | 2017-18                                                       |
| KK Zadar               | 1         | 0         | 2002-03                                                       |
| KK Cedevita            | 0         | 4         |                                                               |
| KK Krka                | 0         | 1         |                                                               |
| KK Mega Leks           | 0         | 1         |                                                               |